# Одецла (Бреша)
Одецла је насеље у Италији у округу Бреша, региону Ломбардија.
Према процени из 2011. у насељу је живело 175 становника. Насеље се налази на надморској висини од 772 м.